# Jacques Demy
Jacques Demy (ur. 5 czerwca 1931 w Pontchâteau, zm. 27 października 1990 w Paryżu) – francuski reżyser i scenarzysta filmowy, przedstawiciel francuskiej Nowej Fali. Pisał też teksty do piosenek.

## Życiorys
Jego dwa najbardziej znane filmy to popularne musicale z lat 60.: Parasolki z Cherbourga (1964) i Panienki z Rochefort (1967). W obydwu piosenki zastępują dialogi między bohaterami i w obydwu w głównej roli występuje Catherine Deneuve, z której Demy uczynił gwiazdę. 
Za Parasolki z Cherbourga otrzymał Złotą Palmę na 17. MFF w Cannes oraz nominacje do Oscara za najlepszy film obcojęzyczny, scenariusz oryginalny i najlepszą piosenkę (Demy był autorem jej słów).
Zasiadał w jury konkursu głównego na 30. MFF w Cannes (1977).
Od 1962 aż do śmierci był mężem reżyserki i fotografki Agnès Vardy. Zmarł w wieku 59 lat w wyniku komplikacji związanych z AIDS. Pochowano go na paryskim Cmentarzu Montparnasse.

## Styl filmowy
W swojej twórczości czerpał inspirację z klasycznych hollywoodzkich musicali, bajek, jazzu, japońskiej mangi i opery. Postaci filmowe przechodzą u niego płynnie z jednego filmu w drugi. Jego prace charakteryzuje wysmakowana warstwa plastyczna współgrająca ze ścieżką dźwiękową (autorem muzyki w jego filmach był przeważnie Michel Legrand). Typowe dla Demy'ego tematy to nastoletnia miłość i przeplatanie się świata rzeczywistego z wyimaginowanym.

## Filmografia

### Reżyser

#### Filmy fabularne
- 1960: Lola
- 1962: Siedem grzechów głównych (Les sept péchés capitaux)- nowela La luxure
- 1963: Zatoka aniołów (La baie des anges)
- 1964: Parasolki z Cherbourga (Les parapluies de Cherbourg)
- 1967: Panienki z Rochefort (Les demoiselles de Rochefort)
- 1969: Sklep z modelkami (Model Shop)
- 1970: Księżniczka w oślej skórze (Peau d'âne)
- 1972: Zaczarowany flet (The Pied Piper)
- 1973: Największe wydarzenie od czasu, gdy człowiek stanął na księżycu (L'événement le plus important depuis que l’homme a marché sur la lune)
- 1977: Jedna śpiewa, druga nie (L'une chante, l'autre pas)
- 1979: Lady Oscar – róża Wersalu (Lady Oscar)
- 1980: La naissance du jour
- 1982: Pokój w mieście (Une chambre en ville)
- 1985: Parking
- 1988: Trzy miejsca na 26 (Trois places pour le 26)
- 1988: La table tournant – współreżyser

#### Filmy krótkometrażowe
- 1951: Les horizonts morts
- 1956: Le sabotier du Val de Loire – dokumentalny
- 1957: Le bel indifférent
- 1958: Musée Grévin (zob. Musée Grévin)
- 1959: La mère et l'enfant
- 1959: Ars

#### Filmy telewizyjne
- 1980: La naissance du jour
- 1984: Luizjana (Lousiana)

## Nagrody i nominacje
| Rok  | Festiwal, nagroda                          | Kategoria | Za                                                           | Wynik     |
| ---- | ------------------------------------------ | --- | ------------------------------------------------------------ | --------- |
| 1969 | Nagroda Akademii Filmowej                  | Najlepsza muzyka w musicalu                                                                                                   | Panienki z Rochefort                                         | Nominacja |
| 1966 | Nagroda Akademii Filmowej                  | Najlepsza muzyka głównie oryginalna                                                                                           | Parasolki z Cherbourga                                       | Nominacja |
| 1966 | Nagroda Akademii Filmowej                  | Najlepsze oryginalne materiały do scenariusza i scenariusz                                                                    | Parasolki z Cherbourga                                       | Nominacja |
| 1964 | Festiwal Filmowy w Cannes                  | Nagroda Katolickiego Biura Filmowego (OCIC)                                                                                   | Parasolki z Cherbourga                                       | Wygrana   |
| 1964 | Festiwal Filmowy w Cannes                  | Technical Grand Prize | Parasolki z Cherbourga                                       | Wygrana   |
| 1964 | Festiwal Filmowy w Cannes                  | Złota Palma | Parasolki z Cherbourga                                       | Wygrana   |
| 1956 | Międzynarodowy Festiwal Filmowy w Berlinie | Wyróżnienie Specjalne dla filmu krótkometrażowego                                                                             | Le sabotier du Val de Loire                                  | Wygrana   |
| 1956 | Międzynarodowy Festiwal Filmowy w Berlinie | Złoty Niedźwiedź | Le sabotier du Val de Loire                                  | Nominacja |
| 1983 | César                                      | Najlepszy film | Pokój w mieście                                              | Nominacja |
| 1983 | César                                      | Najlepszy reżyser | Pokój w mieście                                              | Nominacja |
| 1966 | Nagroda Grammy                             | Najlepszy album z oryginalną ścieżką dźwiękową napisaną dla filmu kinowego lub na potrzeby specjalnego programu telewizyjnego | Parasolki z Cherbourga                                       | Nominacja |
| 1966 | Nagroda Grammy                             | Najlepsza piosenka roku | I Will Wait For You – Theme From The Umbrellas Of Cherbourg' | Nominacja |